# Scinax constrictus
Der neotropische Froschlurch Scinax constrictus gehört zur Familie der Laubfrösche. Innerhalb der Gattung Scinax wird die Art in die Scinax ruber-Klade und die Scinax rostratus-Gruppe gestellt.
Die Art wurde 2004 anhand des Holotypen aus der Gemeinde Palmeiras (Goiás, Brasilien) beschrieben; mehrere Individuen waren jedoch schon Jahre vorher gesammelt, aber nicht determiniert worden. Der Artname kommt von dem lateinischen Wort „constrictio“ und bezieht sich auf eine dorsolaterale dermale Verengung an den Schultern.

## Verbreitung
S. constrictus besitzt eine weite Verbreitung im brasilianischen Bundesstaat Goiás, die genauen Grenzen sind jedoch noch ungeklärt. Zum Zeitpunkt der Erstbeschreibung waren Individuen aus den Gemeinden Guapó, Itaberaí, Jussara, Mossâmedes, Palmeiras, Pirenópolis, Pontalina, Porangatu und Uirapuru in Goiás bekannt.

## Beschreibung
Die Art hat im Vergleich zu anderen Vertretern der Gattung eine geringe Größe. Die Kopf-Rumpf-Länge der Männchen reicht von 20,8 bis 29,4 mm, die der Weibchen von 28,2 bis 35,6 mm. Erwachsene Tiere besitzen eine dorsolaterale dermale Verengung an den Schultern. Die Rückenfärbung reicht von Beige bis zu schwachem Grün und Braun mit schwarzen, unregelmäßigen Punkten. Die Hautdrüsen auf dem Rücken sind braun, gelb oder orange gefärbt. Das außen liegende Trommelfell ist bronzefarben. Die Schallblase ist pigmentiert. Die Schenkel besitzen zumeist drei dunkelbraune Streifen. Die Nasenlöcher stehen etwas hervor, heben sich in der Draufsicht jedoch nicht vom Kopfumriss ab. Die Haut ist leicht warzig. Tuberkel am oberen Augenlid, dem Kiefer sowie Calcartuberkel sind vorhanden. Weibchen besitzen zwei Tuberkel über der Kloake, Männchen eine leichte Wölbung.
Die Art ähnelt am ehesten Scinax nebulosus. Von diesem Knickzehenlaubfrosch unterscheidet sie sich allgemein durch ihre kleinere Kopf-Rumpf-Länge sowie durch das Vorhandensein von Tuberkeln am Kiefer und der leichten Wölbung über der Kloake der Männchen. Zudem lassen sich die Rufe der Männchen unterscheiden. Bilder und Zeichnungen von S. constrictus finden sich in der Erstbeschreibung.

## Lebensraum und Ökologie
Scinax constrictus lebt im Cerrado. Reproduktion wurde zwischen Dezember und März in permanenten Gewässern in Offenland nachgewiesen. Männchen rufen in dieser Zeit „kopfunter“ sitzend, ein typisches Merkmal der S. rostratus-Artengruppe, aus Büschen in etwa 80 cm Höhe. Laichende Weibchen wurden bisher von Dezember bis Februar nachgewiesen, wobei jeweils etwa 200 schwarze Eier abgegeben wurden. Die Kaulquappen sind zurzeit noch unbeschrieben.

## Gefährdung
Die IUCN listet Scinax constrictus als „nicht gefährdet“ (Least Concern) aufgrund seiner weiten Verbreitung in Goiás und weil nicht angenommen wird, dass die Bestände schnell genug abnehmen könnten, um eine höhere Gefährdungsstufe zu rechtfertigen. Genaue Populationsgröße und -trend sind jedoch unbekannt. Hauptgefährdung der Art ist die fortschreitende Ausdehnung des Soja-, Mais- und Reisanbaus und Nutzung des Cerrado-Bioms zur intensiven Viehweide.

## Weblink
- Scinax constrictus in der Roten Liste gefährdeter Arten der IUCN 2013.1. Eingestellt von: Simon Stuart, 2006. Abgerufen am 4. Oktober 2013.